# Crises
Crises ist ein Studioalbum des britischen Musikers Mike Oldfield aus dem Jahr 1983. Crises ist auch der Titel des ersten Stückes auf dem Album.
Angelehnt an seinen Erfolg mit dem Vorgängeralbum Five Miles Out setzte Oldfield erneut auf das Prinzip: Seite 1 (der damaligen LP) mit einem langen Instrumentalstück (21 Minuten), Seite 2 mit einem kurzen Instrumentalstück und vier gesungenen Liedern. Im Booklet schreibt Oldfield dazu: “One side is very commercial (…) while the other is more the material I want to do for personal satisfaction. It’s a case of keeping everybody happy.” („Eine Seite ist sehr kommerziell (…) während die andere eher das Material enthält, das ich zur persönlichen Befriedigung kreiere. So sind Alle glücklich.“)
Der Longtrack Crises beginnt mit einer Abwandlung des Tubular-Bells-Themas. Stilistisch ist gegenüber früheren Longtracks von Oldfield ein stärkerer Einfluss der damaligen Popmusik erkennbar, viele Stellen wurden in voller Rockband-Besetzung mit Gitarre, Bass, Schlagzeug und Synthesizer eingespielt.
Zwei der kürzeren Titel, Moonlight Shadow und Shadow on the Wall, wurden erfolgreich als Singles ausgekoppelt. Letzteres wurde auf der 12"-Maxi und später auf dem Best-of-Album Elements in einer längeren Version von 5:07 Minuten veröffentlicht. Der Titel Taurus 3 beschließt die Taurus-Trilogie, die durch gleichnamige Instrumentalstücke auf den beiden Vorgängeralben QE2 und Five Miles Out eröffnet und fortgesetzt wurde. Der musikalische Zusammenhang zwischen den einzelnen Teilen ist bis auf die Tatsache, dass es sich um Instrumentalstücke handelt, eher lose. Im Zentrum des Flamenco-beeinflussten Taurus 3 steht eine schnell gespielte Akustikgitarre, die bisweilen von Trommeln begleitet wird.
Auf der amerikanischen Pressung des Albums sind die beiden LP-Seiten vertauscht, so dass die bewusst kommerziellen Titel die erste Seite einnehmen. Zudem ist ein zusätzlicher Titel namens Mistake enthalten, der von Maggie Reilly gesungen wurde. Auf dem europäischen Markt wurde Mistake erstmals 1982 auf The Mike Oldfield EP veröffentlicht.
Im September 2013 erschien bei Universal Music eine Wiederveröffentlichung von Crises in verschiedenen Formaten (normale remasterte CD, Deluxe-Edition mit Live-Aufnahmen, ein 5-Disc-Set CD/DVD und als lim. Vinyledition in transparentem Grün).

## Titelliste

### Europäische Version (1983)
1. Crises – 20:40 (Instrumental, mit kurzen Gesangspassagen von Mike Oldfield)
2. Moonlight Shadow – 3:34 (gesungen von Maggie Reilly)
3. In High Places – 3:33 (gesungen von Jon Anderson)
4. Foreign Affair – 3:53 (gesungen von Maggie Reilly)
5. Taurus 3 – 2:25 (Instrumental)
6. Shadow on the Wall – 3:09 (gesungen von Roger Chapman)

### Nordamerikanische Version (1983)
1. Mistake – 2:55 (gesungen von Maggie Reilly)
2. In High Places – 3:33
3. Foreign Affair – 3:53
4. Taurus 3 – 2:25
5. Shadow on the Wall – 3:09
6. Moonlight Shadow – 3:34
7. Crises – 20:40

### Deluxe Edition (2013)
CD 1:
1. Crises – 20:40
2. Moonlight Shadow – 3:34
3. In High Places – 3:33
4. Foreign Affair – 3:53
5. Taurus 3 – 2:25
6. Shadow on the Wall – 3:09
7. Moonlight Shadow (unplugged mix) – 3:35
8. Shadow on the Wall (unplugged mix) – 3:21
9. Mistake – 2:56
10. Crime of Passion (extended version) – 4:10
11. Jungle Gardenia – 2:46
12. Moonlight Shadow (12 inch single version) – 5:15
13. Shadow on the Wall (12 inch single version) – 5:09

CD 2 (Live at Wembley Arena, London, 22nd July 1983):
1. Taurus I – 9:14
2. Taurus II – 23:08
3. Crises – 23:15
4. Moonlight Shadow – 5:28
5. Shadow on the Wall – 6:26
6. Family Man – 4:14

### 30th Anniversary Box Set (2013)
CD 1:
1. Crises – 20:40
2. Moonlight Shadow – 3:34
3. In High Places – 3:33
4. Foreign Affair – 3:53
5. Taurus 3 – 2:25
6. Shadow on the Wall – 3:09
7. Moonlight Shadow (unplugged mix) – 3:35
8. Shadow on the Wall (unplugged mix) – 3:21
9. Mistake – 2:56
10. Crime of Passion (extended version) – 4:10
11. Jungle Gardenia – 2:46
12. Moonlight Shadow (12 inch single version) – 5:15
13. Shadow on the Wall (12 inch single version) – 5:09

CD 2 (Live at Wembley Arena, London, 22nd July 1983):
1. Woodhenge / Incantations (Part 3) – 8:09
2. Sheba – 3:23
3. Ommadawn (Part 1) – 8:52
4. Mount Teidi – 4:10
5. Five Miles Out – 5:03
6. Tubular Bells (Part 1) – 18:44

CD 3 (Live at Wembley Arena, London, 22nd July 1983):
1. Taurus I – 9:14
2. Taurus II – 23:08
3. Crises – 23:15
4. Moonlight Shadow – 5:28
5. Shadow on the Wall – 6:26
6. Family Man – 4:14

Videoalbum 1:
1. Crises (live at Wembley Arena, London, 22nd July 1983) – 22:35
2. Tubular Bells, Part 1 (live at Wembley Arena, London, 22nd July 1983) – 19:10
3. Moonlight Shadow (original promotional video) – 3:42
4. Shadow on the Wall (original promotional video) – 3:08
5. Crime of Passion (original promotional video) – 3:42
6. Moonlight Shadow (taken from the BBC show „Top of the Pops“, first broadcast on 23rd June 1983) – 3:15

Videoalbum 2:
1. Crises (2013 5.1 surround mixes) – 20:38
2. Moonlight Shadow (2013 5.1 surround mixes) – 4:00
3. In High Places (2013 5.1 surround mixes) – 3:53
4. Foreign Affair (2013 5.1 surround mixes) – 4:13
5. Taurus 3 (2013 5.1 surround mixes) – 2:50
6. Shadow on the Wall (2013 5.1 surround mixes) – 5:13

## Kommerzieller Erfolg

### Chartplatzierungen
| ChartsChartplatzierungen     | Höchstplatzierung | Wochen/ Monate |
| ---------------------------- | ----------------- | -------------- |
| Deutschland (GfK)            | 1 (50 Wo.)        | 50 Wo.         |
| Österreich (Ö3)              | 2 (9 Mt.)         | 9 Mt.          |
| Schweiz (IFPI)               | 5 (20 Wo.)        | 20 Wo.         |
| Vereinigtes Königreich (OCC) | 6 (30 Wo.)        | 30 Wo.         |

| ChartsJahrescharts (1983) | Platzierung |
| ------------------------- | ----------- |
| Deutschland (GfK)         | 3           |
| Österreich (Ö3)           | 6           |

| ChartsJahrescharts (1984) | Platzierung |
| ------------------------- | ----------- |
| Deutschland (GfK)         | 36          |
| Österreich (Ö3)           | 22          |

### Auszeichnungen für Musikverkäufe
| Land/Region                  | Auszeichnungen für Musikverkäufe (Land/Region, Auszeichnung, Verkäufe) | Verkäufe |
| ---------------------------- | ---------------------------------------------------------------------- | -------- |
| Deutschland (BVMI)           | Platin                                                                 | 500.000  |
| Frankreich (SNEP)            | Gold                                                                   | 100.000  |
| Neuseeland (RMNZ)            | Gold                                                                   | 10.000   |
| Niederlande (NVPI)           | Gold                                                                   | 50.000   |
| Spanien (Promusicae)         | Platin                                                                 | 100.000  |
| Vereinigtes Königreich (BPI) | Gold                                                                   | 100.000  |
| Insgesamt                    | 4× Gold · 2× Platin ·                                                  | 860.000  |